# Bijan Robinson
(en) Statistiques sur pro-football-reference
Bijan Robinson, né le 30 janvier 2002 à Tucson en Arizona, est un joueur américain de football américain. Il joue pour les Falcons d'Atlanta en National Football League (NFL) au poste de running back.

## Biographie

### Jeunesse
Robinson grandit à Tucson. Il joue au football américain au lycée catholique Salpointe de la ville et établit un record pour l'État de l'Arizona en courant 7 036 yards et marquant 114 touchdowns au cours de sa carrière au lycée,,. Recrue cinq étoiles, Robinson s'engage à jouer au football universitaire pour les Longhorns de l'université du Texas à Austin,.

### Carrière universitaire
Robinson obtient du temps de jeu dès son année de freshman chez les Longhorns du Texas en 2020,. Il remporte le titre de MVP de l'Alamo Bowl 2020 avec 10 courses pour 183 yards et un touchdown. En 2021, Robinson parcourt 1 127 yards et est nommé membre de la première équipe All Big-12. En 2022, il totalise 1 580 yards au sol et 18 touchdowns. Il est nommé All-American à l'unanimité et remporte le prix Doak Walker du meilleur running back du pays.

### Carrière professionnelle
Robinson est sélectionné au huitième rang global et premier running back lors de la draft 2023 de la NFL par les Falcons d'Atlanta. Le 12 mai 2023, il signe un contrat de rookie de quatre ans d'un montant de 21,96 millions de dollars.

### Vie privée
Robinson est nommé par sa mère en l'honneur du créateur de mode iranien Bijan (en), le mot persan signifiant héros ,. Son grand-oncle Paul Robinson (en) est un ancien running back ayant joué pour les Bengals de Cincinnati et les Oilers de Houston. En 2022, Robinson commence à promouvoir sa marque de moutarde de Dijon gastronomique, Bijan Mustardson.